# 商报 (德国)
《商报》是德国商报出版社出版的一份德语商业报纸，報社總部位於德國杜塞尔多夫。該報由記者赫伯特·格罗斯（Herbert Gross）于1946年創辦，但几个月後該報由弗里德里希·沃格尔接手經營 。